# 星空のラストリゾート
星空のラストリゾート（ほしぞらのラストリゾート）は、テーブルトークRPG(TRPG)『ナイトウィザード』のリプレイ作品。ファミ通文庫の公式サイト「FB Online」にて連載され、続編で書き下ろしの「救世のヒーロー」と合わせて文庫化された。
本事項では「救世のヒーロー」についても記述する。以下の記述で「第一話」は「星空のラストリゾート」、「第二話」は「救世のヒーロー」を指すものとする。またリプレイ題については『』括りは書名、「」括りはリプレイそのものの題を示す。
リプレイ執筆は齋藤幸一。イラスト担当は石田ヒロユキ。

## 概要
「蒼穹のエンゲージ」「真実のディスエンゲージ」の直接の続編にあたるリプレイであり、時系列としては「クロスワールド」収録のリプレイ「出撃！　試作精霊船アウストリア」の直後に当たる。
ゲームマスターは齋藤幸一。プレイヤーはF.E.A.R.の菊池たけし、田中信二、大畑顕と声優の大竹みゆ。

## あらすじ
突如として狭界に出現した亡者の船「ナグルファル」。数多の忘却世界を破滅させながら突き進むそれは、冥魔将レオガルスからの挑戦状であった。小隊「ファイアフライ」を率いる箒騎士サクラ＝ヴァンスタインは、とある忘却世界から帰還した砕、レオガルスからの接触を受けた古都、小隊のメカニックを務める十蔵と共に迎撃に出動する。しかし、そこで待っていたのは、一つの絶望と、果たされることのなかった約束。かつて行方不明となった上官を前に、サクラの決断は……？

## 登場人物

### プレイヤーキャラクター
プレイヤーによって操作するキャラクター。PC。名前の横にカッコで記述されているのはプレイヤー名である。ウィザードクラス及びスタイルクラスの横のレベルは第1話開始時のもの。総合レベルは1である。
属性についてはスラッシュをはさんで左側が第一属性、右側が第二属性となる。PC番号はスラッシュを挟んで左が「星空のラストリゾート」、右が「救世のヒーロー」時のもの。
サクラ＝ヴァンスタイン（田中信二)
ウィザードクラス:箒騎士 4Lv
スタイルクラス:アタッカー 0Lv
PC番号：PC1/PC3
属性:〈風〉/〈地〉
ドイツの名門・ヴァンスタイン家出身のウィザード。ヴァルキューレ・シリーズの1機「シュヴェルトライテ」の適合者であり、接近戦に特化したスタイルを持つ。
入隊後まもなく、冥魔の襲撃を受けて所属部隊が壊滅し、当時の上官である翼によっていぶき共々逃がされた、という過去を持つ。その後はウィザードとして活動を続け、前作「蒼穹のエンゲージ」を経て現在に至っている。
ナグルファル迎撃戦では空の影と邂逅し、二度目の遭遇では直接対決。制御コアを破壊し、囚われていた空の救出に成功するが、彼女の宿していた「獣の欠片」を吸収してしまうというアクシデントに見舞われた。
「星空の～」中盤ではかつて共闘したデュークと再会している。
パーティきっての破壊力は健在であり、「救世のヒーロー」ではそのスペックを惜しみなく発揮してフィニッシャーとなっている。
雨宮 砕（あまみや さい、大畑顕）
ウィザードクラス：異能者 4Lv
スタイルクラス:キャスター 0Lv
PC番号：PC2/PC1
属性：〈水〉/〈天〉
ファイアフライに所属する箒乗りの青年。19歳。
町方の事件の最中にヴァルキューレ・シリーズの番外機「ジークフリート」（この時点では開発コードで呼ばれていた）に適合、以後この箒を愛機として活動している。「魔法使い」のポジションである「キャスター」でありながら、真っ先に敵陣に切り込むのが役目。箒乗りではあるが、本人は「空を飛ぶこと」が最優先であり、極論、箒はジークフリートでなくともいいらしい。
「星空の～」序盤では、テストフライトの最中、例によって例の如く、道に迷ってとある忘却世界に漂着。それ以来何度かその世界を訪れていたが、最後の訪問となった日にナグルファルの襲撃に遭遇。仲の良かった兄妹が影となって襲って来るのをどうにか振り切り、翼と共に撤退。その後はサクラの指揮下に戻り、ナグルファル攻略戦に参加、囚われていた亡者達を解放することに成功した。
「救世の～」では主役を務め、制御が出来ておらず、周りに被害を及ぼしたという理由からジークフリートを没収された。ウィザード消失現象を前にして自責の念に囚われるも、古都の叱咤を受けて立ち直り、事件解決に向けて動き出す。硫黄島での決戦の後、正式にジークフリートの所有者として認められ、「ラインの黄金」を託されることとなった。
茜月 古都(あかねづき こと、大竹みゆ)
ウィザードクラス:使徒 1Lv
スタイルクラス:ヒーラー 3Lv
PC番号：PC2/PC3
属性:〈冥〉/〈地〉
京都・茜山神社の一人娘。16歳。
A2共々砕に淡い想いを寄せており、揃ってアプローチをかけている。のだが、往々にしてその内容がぶっ飛んでいる（スッポン鍋であったり、2m近い鳳凰像のチョコであったり）。
相変わらず「正統派ヒロイン」を地で行くキャラだが、序盤でレオガルスからの接触を受け、挑戦を宣言された際「そんな歪んだ美しか理解できないなら、生きていても仕方がありませんね」と素で言ってのけている。
「救世の～」では自責の念に潰されかける砕を叱咤し、立ち直らせるなど立ち位置と役柄に違わぬ活躍を見せている。
ヒーラーとしての支援能力は健在であり、特に「救世の～」では《サポートアタック》による攻撃補助や《運命の加護》によるファンブル打消しなどでパーティを支えた。
ちなみに、「真実のディスエンゲージ」でレオガルスを倒した鉄拳の一撃は茜月家の秘伝であり、日々修行しているらしい。
平賀 十蔵(ひらが じゅうぞう、菊池たけし)
ウィザードクラス:錬金術師 2Lv
スタイルクラス:ディフェンダー 2Lv
PC番号：PC4/PC4
属性:〈地〉/〈地〉
ファイアフライに所属する箒技師。40歳。
元はミーゲ社の出向員で、レオガルス撃退後にサクラによってスカウトされている。
前作で町方を告発しているが、真相を知るまでは後悔を抱えていた。彼との付き合いから、彼の娘である翼・空とも交流があり、現在でも親しくしている。ナグルファル攻略作戦には本来出撃する気はなかったが、指揮官が翼であることを聞いて参加を決めた。
ヴァルキューレ・シリーズを作り上げたことにある種の誇りを持っており、欠陥が判明した際は思わず目をそらしていた。
鉄壁の防御力は今作でも健在だが、二編とも異様にファンブルを連発しており、「星空の～」ではリソースを使い切るという危機に立たされた。

### ノンプレイヤーキャラクター
GMが操作するキャラクター。NPC。

#### ナイトウィザード
A2（エーツー)
ファイアフライに所属する人造人間の少女で、砕と古都の同期生。
ヴァルキューレ・シリーズの一機「ブリュンヒルデ」の適合者で、後方支援を得意としている。
古都共々砕に想いを寄せているが、アプローチの仕方は揃ってぶっ飛んでいた。なお料理のセンスは境遇が境遇だけにほとんどないらしい。
ナグルファル攻略戦では4人の突入を援護。ジークフリートの一件では調査に向かうサクラ達と離れてスタンバイをしていたところ、オットーの襲撃を受けて消滅してしまった。
事件解決後は復帰したものの重傷を負っていたため、療養に入っている。
坂井　翼（さかい　つばさ）
ロンギヌスに所属する箒乗りの女性。
町方の上の娘で、十蔵とも親交がある。ナグルファル攻略に際し、攻略部隊の司令官に任命されている。
良くも悪くも軍人らしい性格で、身内よりも世界の危機を優先するなど実利的な判断を下す戦略眼を持つ。単独行動をとろうとするファイアフライを一時拘束し、マウスによるナグルファル撃墜を実行するも失敗。脱出して情報をまとめてきたファイアフライに全てを託すこととなった。
「救世の～」ではジークフリートの調査のために訪れた十蔵達と話をしている最中、そのジークフリートにプラーナを奪われて消滅してしまった。なお、事件解決後、彼女を始めとする消滅したウィザード達は「ラインの黄金」の逆転機動によって復帰している。
坂井　空（さかい　そら）
ロンギヌスに所属する箒乗りの女性。
町方の下の娘で、十蔵とも親交がある。ヴァルキューレ・シリーズの一機「ヘルムヴィーゲ」の適合者。
入隊後間もないサクラといぶきの指導教官を務めていたが、その最中にナグルファルの襲撃を受け、二人を逃がすために特攻して行方不明となっていた。
実はその体には「獣の欠片」が宿っており、行方不明となる前後、それを回収すべくルーに派遣されたデュークと交戦している。その後はレオガルスによってナグルファルのコアと融合させられていたが、サクラによって救出され、獣の欠片も取り除かれた（実際にはサクラに移動している）。
町方　敦司（まちかた　あつし）
ミーゲ社に所属する箒技師で、翼と空の父親。
今作では十蔵の回想シーンに登場している。
デューク＝オブ＝ヨーク
“金色の魔王”ルー＝サイファーの「落とし子」であるウィザード。「グリムゲルデの仮面」からのゲスト出演。ちなみに当時のPCは今回十蔵を演じる菊池。
「星空のラストリゾート」に登場。空の体に宿る「獣の欠片」を狙って一度彼女と交戦したが、ナグルファルの介入で失敗している。その後、ナグルファルがラビリンスシティに向かっていることを受け、ルーの意向で攻略作戦に参加することとなった。
オットー・ハルトマン
ロンギヌスの正規隊員を務める熟練のウィザード。砕達の先輩にあたる。
「救世のヒーロー」に登場。ジークフリートの暴走によるプラーナ吸収現象を受け、砕からジークフリートを回収すべく基地を訪れた。その際、この事態の引責のためファイアフライの解散も通達している。
実はレオガルスの洗脳（シンキングコントロール）を受けており、ナグルファルを始めとする一件のために手駒として動かされていた。後に執務室でサクラの攻撃を受け、解放されている。
……というのは実際のところ演技であり、洗脳は攻略戦の時点で解けていた。
ウィザード本来の役目である「日常を守る」ことを頑なに貫くあまり、「全ての非日常の否定」という極論に到達。ジークフリートを奪い、その真の力「ラインの黄金」を利用することで全てのウィザード、全ての侵魔、全ての冥魔をファー＝ジ＝アースから消し去ろうとしていた。
最終的にはジークフリートとヴァルキューレ・シリーズの力を具現化させてファイアフライと戦ったが、不死の呪いを破られて敗北。事件解決後はロンギヌスに拘束されており、日の目を見ることは二度とないとされている。
レオ＝クルーゼ
ロンギヌス情報部所属のウィザード。
「真実のディスエンゲージ」ではレオガルスがその名を騙っていたが、「救世のヒーロー」で本人が登場。
渋い声をした初老の男性で、いぶきが危機に陥ったことをサクラに連絡している。
酒匂いぶき（さかわ　－）
サクラの友人のウィザード。「グリムゲルデの仮面」からのゲスト出演。
ヴァルキューレ・シリーズの1機「グリムゲルデ」の適合者。ジークフリートが回収された日の夜、オットーの襲撃を受けて重傷を負い、意識不明に陥る。レオの連絡を受けて駆け付けたサクラの前で一度目を覚ましたものの、「ラインの黄金」による存在否定を受けて消滅してしまった。

#### 冥魔
レオガルス
冥刻王メイオルティス配下の四天王の一人。人の意識を操る刻印を使い、搦め手を得意とする。
一連の事件の仕掛け人で、ジークフリートの力「ラインの黄金」によってウィザードや侵魔を駆逐し、ファー＝ジ＝アースを手に入れようとしていた。ナグルファルはそのための囮であり、ファイアフライが迎撃に出てくることまで織り込んでいた。
しかし、手駒として操っていたはずのオットーが洗脳から解放されたことが誤算となり、ジークフリートを奪った彼に討たれることとなった。

### その他の登場人物・用語など
ヴァルキューレ・シリーズ
ドイツの箒メーカー（表向きは電気掃除機メーカー）・ミーゲ社が開発した試作型箒。全9機。
箒と乗り手の感応性を重視した設計になっており、そのため乗り手を選ぶ。
ジークフリート
砕の駆る箒で、ヴァルキューレ・シリーズの番外機にしてマスター機。あらゆる障害を無視出来る絶対突破能力「恐れを知らぬ英雄」を持つ。
しかしそれは一端に過ぎず、真の力は世界結界への干渉能力「ラインの黄金」である。
町方の最高傑作というべき「世界を救う剣」。「ラインの黄金」はあまりにも強力な力であるため、それを手にするには彼の組み込んだ試練用プログラムをクリアする必要がある。これが起動すると、変形・展開して人型のロボットとなり、「ラインの黄金」を欲する者に立ちはだかる。
「救世のヒーロー」のラスボスであり、「ラインの黄金」を託すに足るかを確かめるためファイアフライと激突。戦いの末に砕を主と認め、その命によって「非日常」全てを呼び戻した。
ヴァルキューレ01「ブリュンヒルデ」
A2の駆る箒で、ヴァルキューレ・シリーズの1号機。身体能力を増強する外部ユニットと、炎の防御壁「ローゲの炎」を展開する能力を持つ。中枢になっている冥魔は、古都が封じている冥魔の片割れ。
ヴァルキューレ05「シュヴェルトライテ」
サクラの駆る箒。ヴァルキューレ・シリーズの5号機で、ランスの形状をしている。圧倒的な加速力と近接打撃力を有する。また、「マジカルパンツァーモード」なる攻撃形態があるらしいが詳細は不明。名は「剣の王」を意味する。
ヴァルキューレ09「グリムゲルデ」
いぶきの駆る箒。ヴァルキューレ・シリーズの9号機。高い汎用性を持った浮遊魔導砲台を内蔵している。
ヴァルキューレ04「ヘルムヴィーゲ」
空の駆る箒。ヴァルキューレ・シリーズの1機。大きめのインカムのような形状をしている。能力などは不明。
ヴァルキューレ03「ゲルヒルデ」
ヴァルキューレ06「オルトリンデ」
ヴァルキューレ07「ワルトラウテ」
シリーズの残り3機。詳細は一切不明。
なお「ブルーム・メイデン」にはヴァルキューレ08「ジークルーネ」、「エンド・オブ・エタニティ」ではヴァルキューレ02「ロスヴァイセ」が登場している。
ロンギヌス魔導具評価試験隊付試験飛行隊第07号班「ファイアフライ」
砕達の所属する部隊。試作型の魔導具の実戦耐久度をテストする魔導具評価試験隊隷下の部隊で、箒のテストパイロットが多数所属している。
ウィザード消失現象の引責によって解散命令が下されたが、一連の事態にオットーの計画があったことから撤回された。しかし、元々この部隊はヴァルキューレ・シリーズのテストのために結成された存在であるため、データが揃った現在、正式解散の日が近づいている。
ラインの黄金
ジークフリートに搭載された真の力。世界結界を強化することで「非日常」に属する存在をプラーナに変換、消滅させることが出来るほか、逆転起動させることでそれらを呼び戻すことも出来る。「恐れを知らぬ英雄」はこの一部。レオガルスはこれに目をつけ、冥魔のみを残して非日常を駆逐しようとしたが、彼を討ったオットーは非日常全てを消し去ろうとしていた。
ナグルファル
レオガルスが作り上げた巨大戦艦。空と融合したコアを核に膨大なプラーナで構成されており、犠牲者たちの魂を影として縛り、使役している。
基礎設計はヴァルキューレ・シリーズのものが使われており、コア部分の欠陥も同じ。そのため、それを利用したサクラによって空が救出され、結果轟沈した。